# Aivars Aksenoks

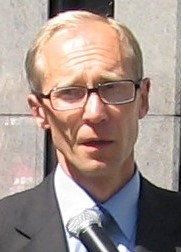
Aivars Aksenoks, 2015

Aivars Aksenoks (* 24. Mai 1961 in Riga) ist ein lettischer Politiker, Justizminister und Bürgermeister.

## Leben
Aivars Aksenoks studierte an der Technischen Universität Riga und schloss sein Studium 1984 mit dem Ingenieursdiplom ab. Von 1992 bis 2002 leitete er das Amt für Verkehrssicherheit der Stadt Riga. 2003 schloss er ein Zweitstudium der Rechtswissenschaft an der Universität Lettlands ab.
Bis 1991 war er KPdSU-Mitglied. 2002 war er Mitgründer der Partei Jaunais laiks. Aksenoks war vom 7. November 2002 bis zum 9. März 2004 Justizminister im Kabinett von Einars Repše. Vom 29. März 2005 bis zum 19. Februar 2007 war er Bürgermeister von Riga.